# Ciudad Fernández
Ciudad Fernández é um município do estado de San Luis Potosí, no México.